# みちのりホールディングス

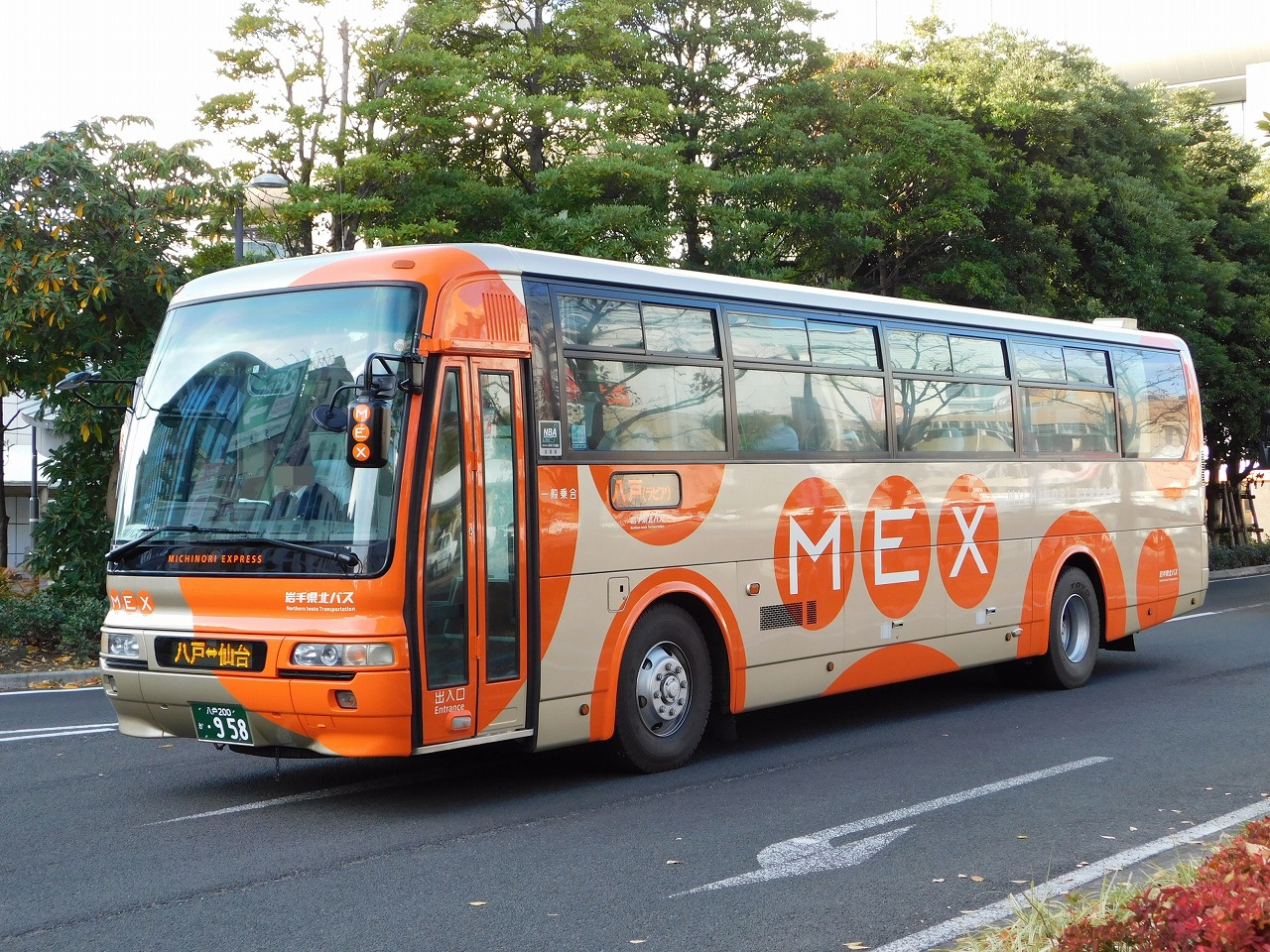
岩手県北自動車南部支社（南部バス）所属の「MEX」カラーのバス

株式会社 みちのりホールディングスは日本の公共交通事業者を傘下に持つ持株会社。コンサルティングファームのIGPIグループ傘下で中間持株会社の日本共創プラットフォームの100%子会社（IGPIグループの孫会社）。
公共交通事業者の経営再建に特化した事業を行っている。

## 概要
会社設立以降、経営難に陥った公共交通事業者や親会社の経営構想から外れた交通事業者を次々に傘下に収め、事業者間連携や貨客混載（岩手県北自動車）などの新機軸を通じて収益性の向上につなげている。「公共交通ネットワークの最適化」「地域の観光産業への参画と貢献」「環境適応型の新しい交通システムの確立」をビジョンに掲げ、単なる投資・経営コンサルティングにとどまらず、各事業会社の営業展開にも積極的に関与しており、みちのりHD代表の松本順も「当社はファンドではない、永続的な事業として存続させる」と明言している。
傘下企業による高速バスの共同運行にも積極的で、「みちのりエクスプレス（MEX）」のブランド名で各社で川西康之デザインの共通カラーリングの車両を導入するなどの試みを行っている。
現在、路線バス事業を中心とした5企業グループと鉄道事業者1社、モノレール事業者1社、海運事業を中心とした1企業グループを傘下に置く。

## グループ企業
- 福島交通（バス・鉄道）
  - 福島交通観光
  - 福交整備
  - 福交建設
  - フクコー・アド
  - 福交保険サービス
- 茨城交通（バス・鉄道）
  - 運行マネジメントサービス
  - 電鉄タクシー
  - 日立電鉄交通サービス（2019年に茨城交通と合併）
  - 茨交県北バス（大子営業所を分社化したが、2010年2月に再統合）
  - 茨城オート（2015年に他社へ株式譲渡、グループ離脱）
  - 茨交不動産
  - 茨城通運（日本通運の地区通運会社）
  - 茨交自動車整備
  - なの花交通バス（バス）[3]
  - （ひたちなか海浜鉄道） - 茨交新設分割で発足。茨交が約49%出資。筆頭株主はひたちなか市。
- 岩手県北自動車（バス）
  - 南部支社（南部バス）
  - みちのりトラベル東北（旧・岩手県北観光）
  - 浄土ヶ浜パークホテル
  - 宮古カーシェアリング
- 関東自動車 (栃木県)（バス・索道）
  - 那須交通　
  - やしお観光バス　
  - 東野交通（2018年に関東自動車と合併）
  - 関東自動車整備
  - 関東ツアーサービス（旧：関東バス旅行社）
  - （宇都宮ライトレール） - 関東自動車が11%出資。筆頭株主は宇都宮市。関東自動車の代表取締役は同社の取締役も務める。
- 会津乗合自動車（バス）
  - 会津トラベルサービス
  - あいづスタッフ
- 湘南モノレール（鉄道）
- 東日本交通 (岩手県)（バス）[4]
- 佐渡汽船（海運、約66%出資）
  - 佐渡汽船シップマネジメント（2023年に佐渡汽船と合併）
  - 佐渡汽船シップメンテナンス（2023年に佐渡汽船と合併）
  - 佐渡汽船運輸
  - 佐渡汽船商事（2023年に佐渡汽船と合併）
  - 佐渡汽船観光（2023年に佐渡汽船と合併）
  - 小木観光
  - 万代島ビルテクノ
  - 両津南埠頭ビル
  - 佐渡西三川ゴールドパーク
  - 佐渡歴史伝説館
  - SADO二ツ亀ビューホテル

### ギャラリー

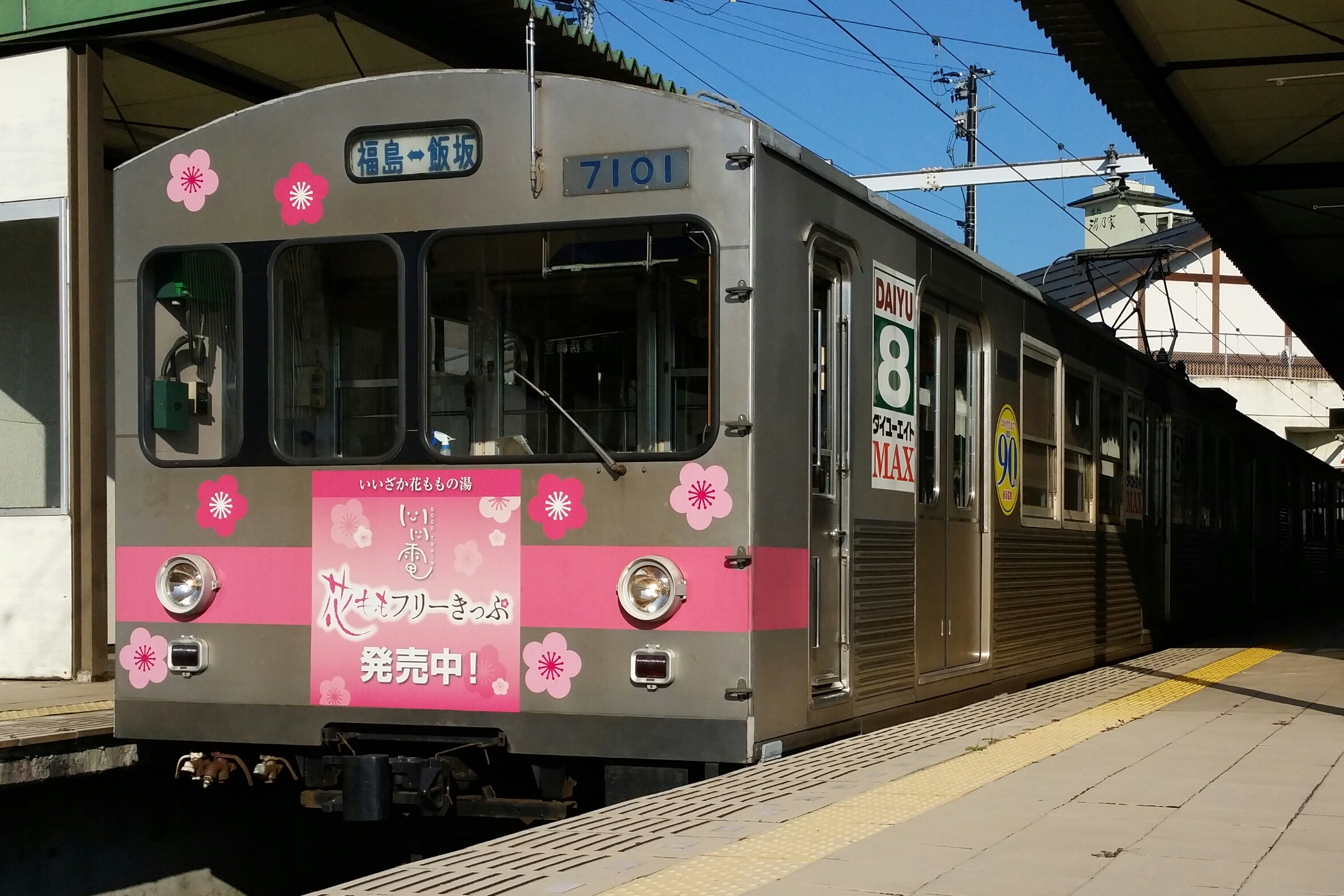
福島交通飯坂線電車
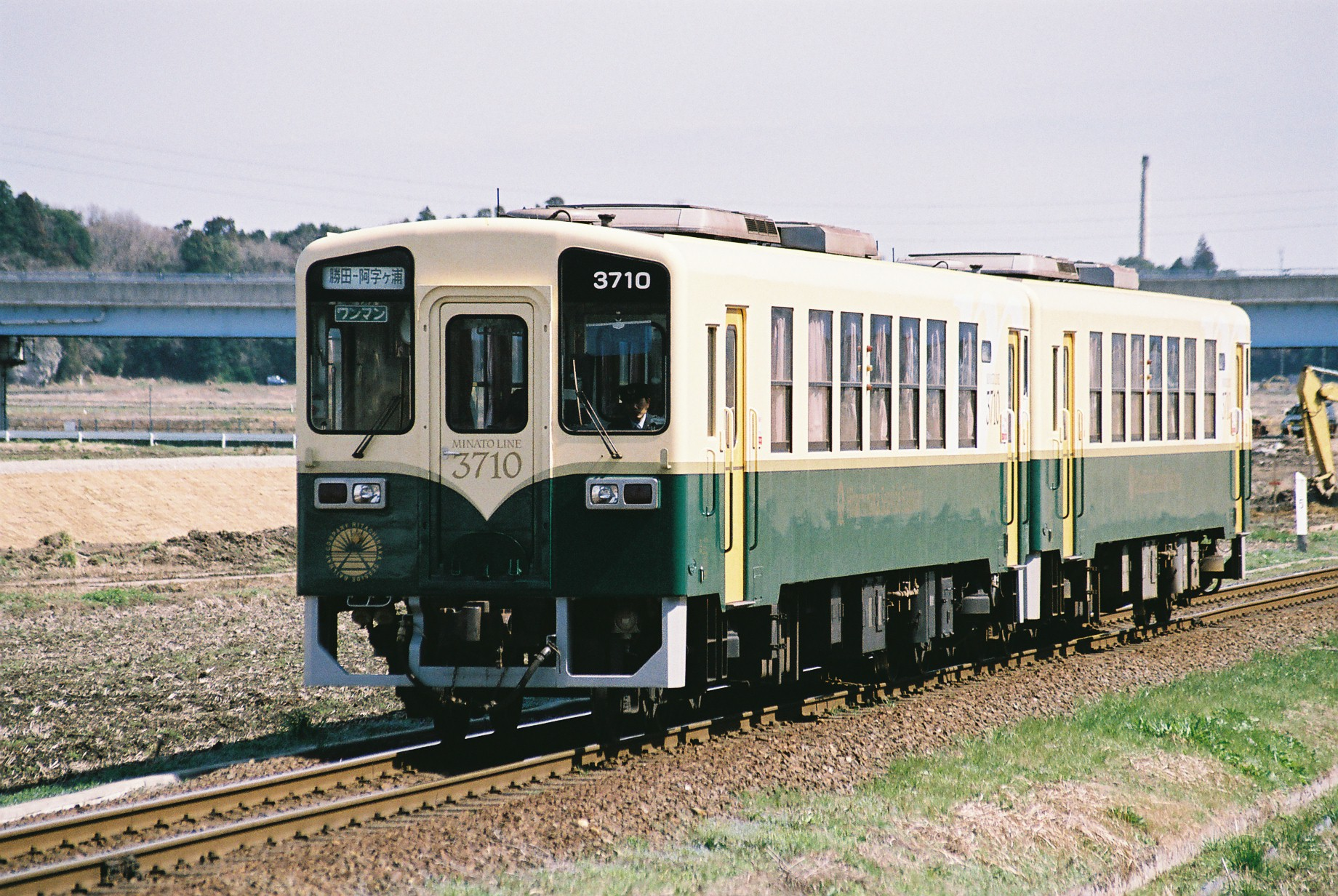
茨城交通関連会社のひたちなか海浜鉄道湊線
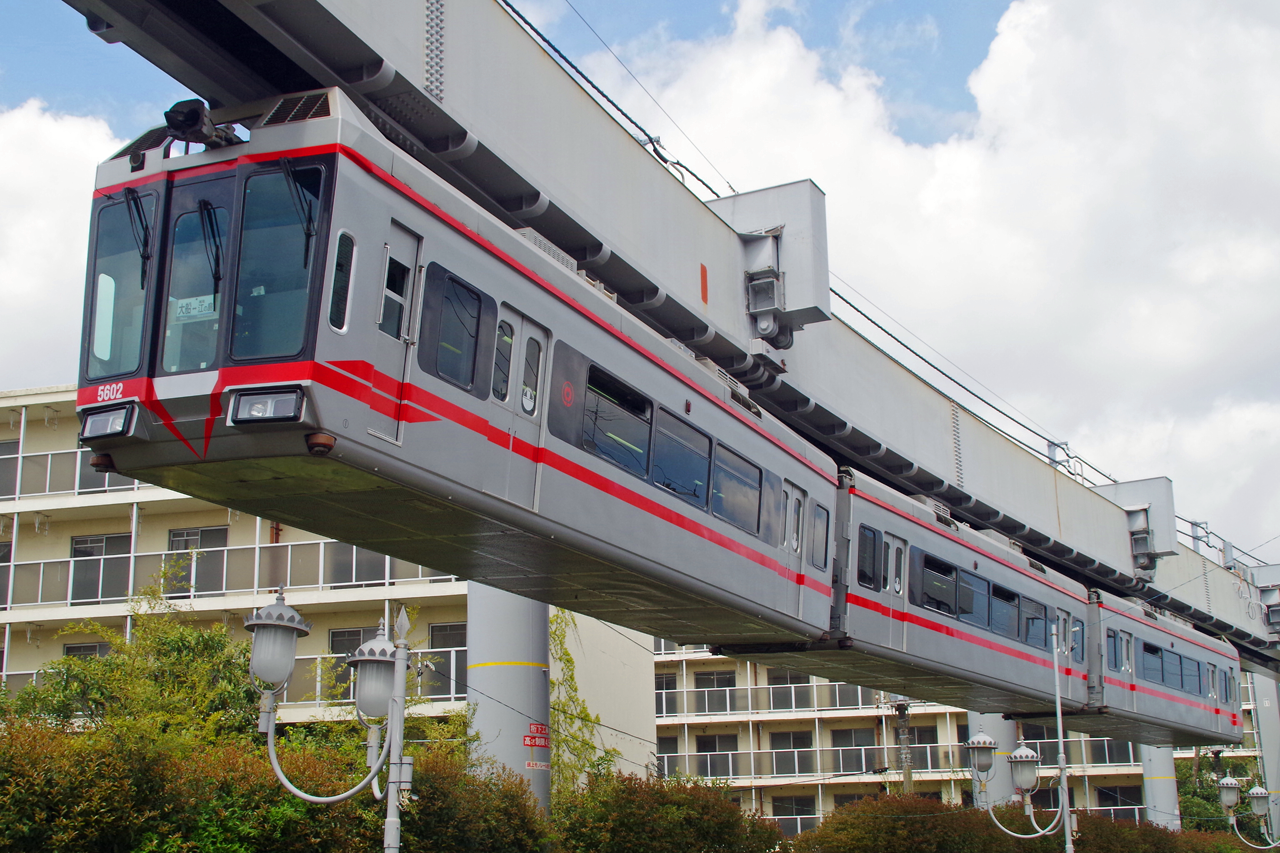
湘南モノレール江の島線
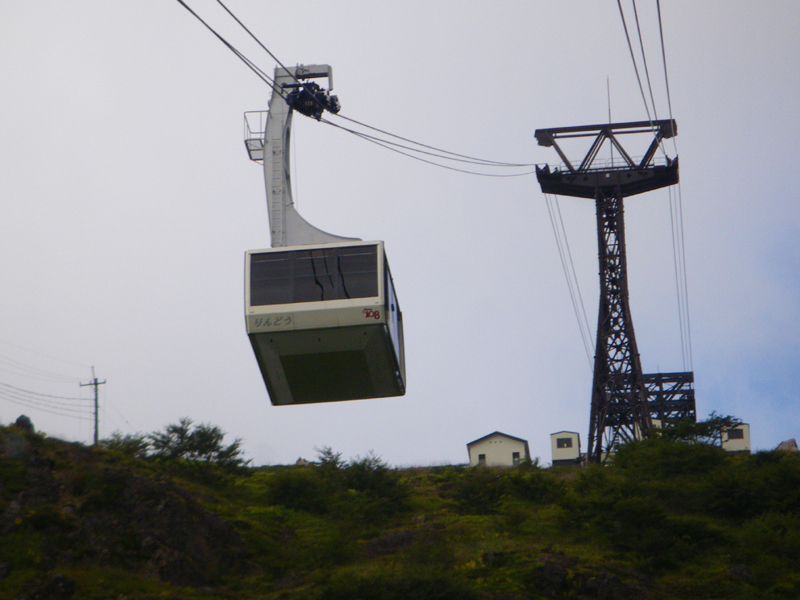
関東自動車那須ロープウェイ
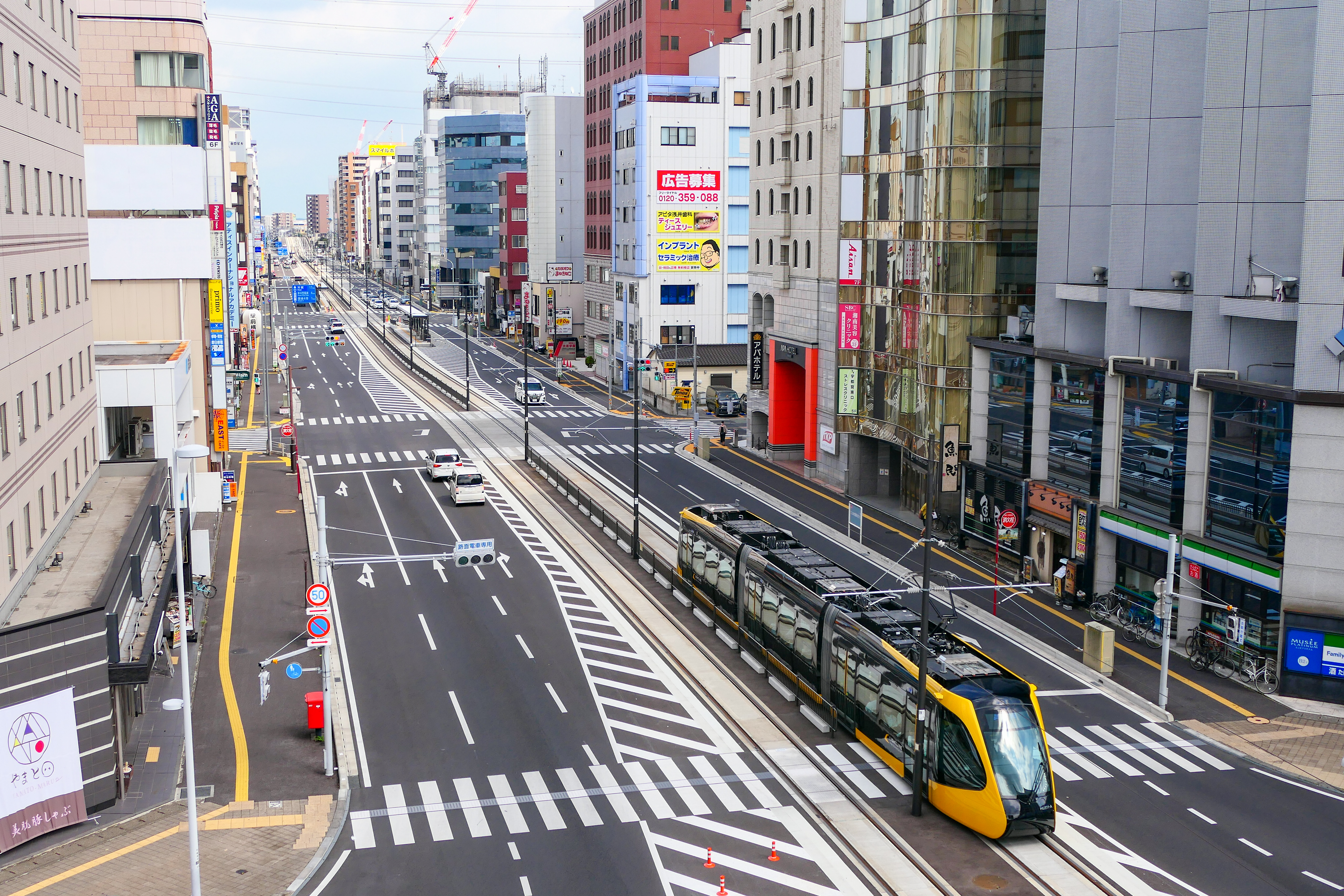
関東自動車関連会社の宇都宮ライトレール宇都宮芳賀ライトレール線
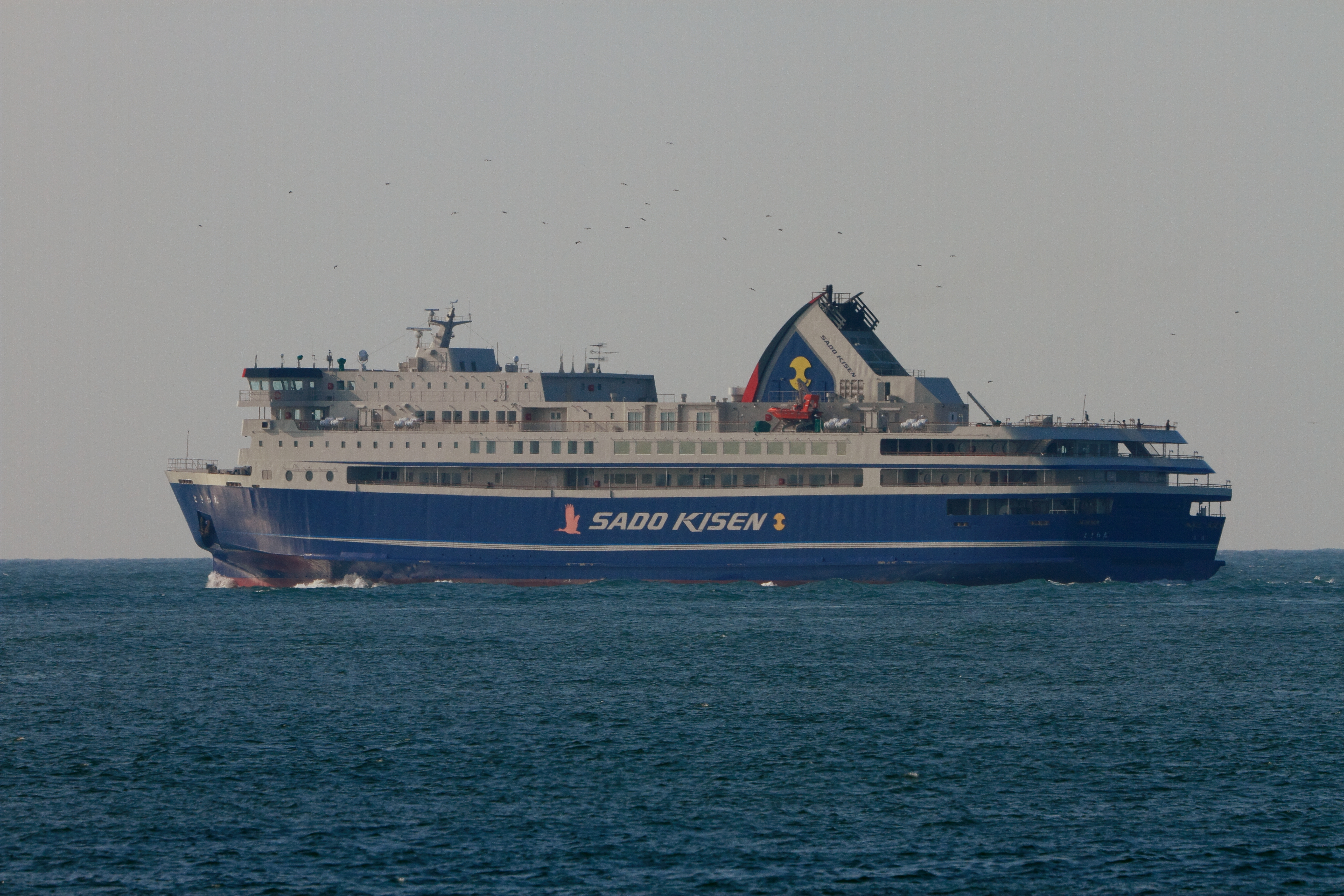
佐渡汽船両津航路に就航するカーフェリーときわ丸